# 김웅용
김웅용(金雄鎔, 1962년 3월 8일~)은 대한민국의 공학자이다.

## 생애

### 유년 시절

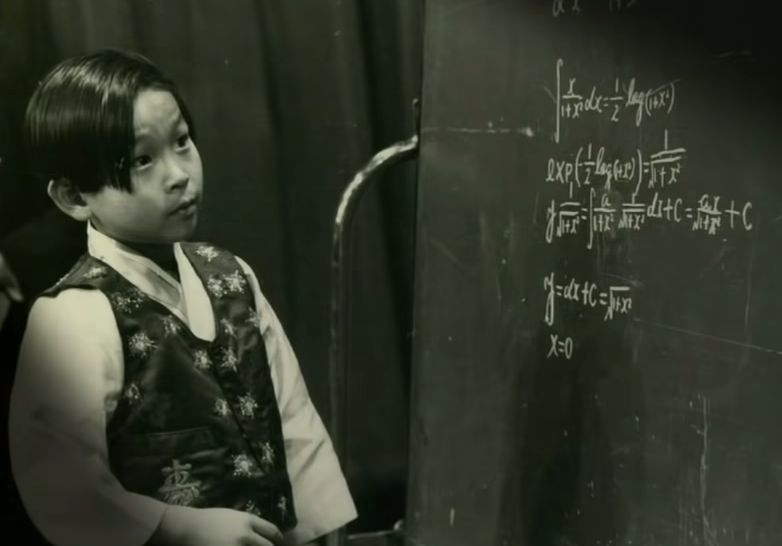
7세 때의 모습

김웅용의 아버지는 그가 1000년에 한번 태어날까 한 천재라 주장하며 김웅용이 미국으로 건너라 콜로라도 대학을 최연소로 졸업하고 나사의 연구원 이었다 주장했다. 그러나 기자들이 콜로라도 대학에 문의해본 결과 김웅용이라는 학생은 학교를 다닌적도 졸업한 적도 없다는 공식적인 발표를 하며 학교를 사칭하는 사람이 한둘이 아니라 일일이 대응하기 힘들다 하였다. 또 김웅용이 미국은 커녕 한국을 떠난 출입국 기록이 전혀 없다는 사실이 밝혀지며 그의 아버지는 지금까지 거짓말을 하였음을 기자들에게 실토하였다.
그는 검정고시를 치렀으나 지금까지 천재라 불려왔던 것이 믿기지 않을 정도록 낮은 점수를 받았고 간신히 고등학교 졸업장을 받았다. 1981년 충청북도 청주시에 있는 국립대학교인 충북대학교에 입학한다. 그리고 그 곳에서 전공을 물리학에서 토목 공학으로 바꾼 후 박사 학위를 취득하였다.

## 학력
- 중학교 입학 자격 검정고시 합격
- 고등학교 입학 자격 검정고시 합격
- 고등학교 졸업 학력 검정고시 합격
- 충북대학교 공과대학 토목공학부 학사
- 청주대학교 산업기술경영대학원 건설공학과 석사
- 충북대학교 일반대학원 공학계열 토목공학과 석사
- 충북대학교 일반대학원 공학계열 토목공학과 박사

## 경력
- 2006 국제인명센터(IBC) 종신 부이사장
- 2012.01.~2014.01. 충북개발공사 사업처 처장 / 기획홍보부 부장
- 2014.03.~ 신한대학교 교양학부 교수

## 저서
- 2016년 동심으로 떠나는 시간 여행 (IQ 210 김웅용 교수의 어릴 적 이야기)

## 같이 보기
- 송유근
- 황우석